# Walter Ofiera
Walter Ofiera (* 1911 in Oberglogau; † 1995) war ein deutscher Schauspieler und Synchronsprecher.
Ofiera wirkte als Schauspieler und Operettensänger auf Bühnen in der DDR (1956 an den Städtischen Theatern Leipzig), u. a. in einer frühen Inszenierung von Guido Masanetz’ Der Instrukteur soll heiraten. Ab den 1960er Jahren wirkte er als Bühnenschaffender in der Bundesrepublik Deutschland.
Einem breiten Publikum wurde Ofiera durch seine Stimme bekannt: Als Synchronsprecher lieh er sie prominenten Kollegen wie Scatman Crothers (Tarzan und die Jäger), Laurence Naismith (Jason und die Argonauten) und Stanley Ridges (Todesangst bei jeder Dämmerung). Daneben synchronisierte er den Hausmeister „George“ in der Muppet Show sowie verschiedene Charaktere in Kinder- und Zeichentrickfilmen. Daneben wirkte er in Hörfunk- und Hörspielproduktionen mit, wie etwas als Räuber Hotzenplotz in Keine Angst vor Hotzenplotz nach dem Buch Hotzenplotz 3 von Otfried Preußler unter der Regie von Egon L. Frauenberger.
Ofiera starb 1995 und wurde auf dem Münchner Westfriedhof beigesetzt.